# Shinsui Ito
Shinsui Itō, (Japans: 伊東 深水) (Tokio, 4 februari 1898 - aldaar, 8 mei 1972) was een Japans kunstschilder, en prentkunstenaar deel uitmakend van de shin hanga-beweging.
Itō, geboren in 1898 te Tokio als Ito Hajime, diende door zijn vaders financiële problemen reeds op tienjarige leeftijd als arbeider in een drukkerij aan het werk te gaan. Hij viel op als een getalenteerd kunstenaar en mocht in de ontwerpafdeling aan de slag. Itō werd er leerling van Kaburaki Kiyokata. Kiyokata was een nihonga-schilder (schilder Japanse stijl) die veel kunstenaars in de shin hanga-stijl opleidde en gaf zijn leerling de naam Shinsui.
Tijdens een tentoonstelling in 1916 viel het oog van de uitgever van drukprenten in de shin hanga-stijl, Watanabe Shōzaburō, op Shinsuis schilderijen en beiden gingen een samenwerking aan met de prent Voor de spiegel als eerste resultaat.
Tot 1922 maakte Shinsui prenten over een groot aantal traditionele onderwerpen. Daarna specialiseerde hij zich in Fūkei-ga ('prenten van landschappen') en vooral bijinga ('prenten van mooie vrouwen'). Zijn werk onderscheidde zich door de neerwaartse blik van de vrouwen. In de jaren 1930 werden zijn landschapsprenten gebruikt als promotieaffiches voor toerisme. Tijdens de Japanse bezetting van Nederlands-Indië  werd Shinsui ginds als oorlogskunstenaar aan het werk gezet.
Shinsui bleef tot zijn heengaan in 1972 een gewaardeerd kunstenaar in Japan. Naar het einde van zijn carrière toe hield hij zich meer met de schilderkunst bezig. In 1970 werd hij opgenomen in de Orde van de Rijzende Zon. Shinsuis werk hangt onder meer in het Rijksmuseum Amsterdam en het Museum Kunst & Geschiedenis in Brussel.
- CiNii: DA03569254
- Gemeinsame Normdatei: 13325917X
- International Standard Name Identifier: 0000 0001 2212 6446
- Library of Congress Control Number: n81077190
- Bibliotheek van het Japanse parlement: 00023099
- National Gallery of Victoria: 18398
- Nederlandse Thesaurus van Auteursnamen: 338676937
- Système universitaire de documentation: 149482914
- Union List of Artist Names: 500123222
- Virtual International Authority File: 75037028
- WorldCat: E39PBJqfD9wKh7YVp6khGkBXVC